# پولاک ۵۲۲۶
سیارک ۵۲۲۶ (به انگلیسی: 5226 Pollack، نامگذاری:1983WL) پنج هزار و دویست و بیست و ششمین سیارک کشف شده‌است که در ۲۸ نوامبر ۱۹۸۳ کشف شد.
قدر مطلق سیارک برابر ۱۳٫۳۰ است.